# Yancheng (Luohe)
Der Stadtbezirk Yancheng (chinesisch 郾城區 / 郾城区, Pinyin Yǎnchéng Qū) gehört zum Verwaltungsgebiet der bezirksfreien Stadt Luohe in der chinesischen Provinz Henan. Er hat eine Fläche von 413,1 km² und zählt ca. 516.700 Einwohner (2019). 

## Administrative Gliederung
Auf Gemeindeebene setzt sich der Stadtbezirk aus einem Straßenviertel, sechs Großgemeinden und zwei Gemeinden zusammen. 